# Open Barletta 2021
L'Open Barletta 2021 è stato un torneo professionistico di tennis maschile giocato sulla terra rossa. È stata la 21ª edizione del torneo che fa parte dell'ATP Challenger Tour nell'ambito dell'ATP Challenger Tour 2021 nella categoria Challenger 80 e aveva un montepremi di 44 820 €. Si è giocato al Circolo Tennis Hugo Simmen di Barletta in Italia dal 23 al 29 agosto 2021.

## Partecipanti

### Teste di serie
| Nazionalità   | Giocatore             | Ranking* | Testa di serie |
| ------------- | --------------------- | -------- | -------------- |
| Slovacchia    | Andrej Martin         | 118      | 1              |
| Argentina     | Juan Manuel Cerúndolo | 139      | 2              |
| Regno Unito   | Jay Clarke            | 219      | 3              |
| Paesi Bassi   | Tim Van Rijthoven     | 259      | 4              |
| Italia        | Matteo Viola          | 264      | 5              |
| Regno Unito   | Jack Draper           | 266      | 6              |
| Italia        | Riccardo Bonadio      | 268      | 7              |
| Taipei cinese | Tseng Chun-hsin       | 270      | 8              |

* Ranking al 16 agosto 2021.

### Altri partecipanti
I seguenti giocatori hanno ricevuto una wild card per il tabellone principale:
- Jacopo Berrettini
- Emiliano Maggioli
- Luca Nardi

I seguenti giocatori sono entrati nel tabellone principale con il ranking protetto:
- Jeremy Jahn

I seguenti giocatori sono entrati nel tabellone principale con l'alternate:
- Francesco Forti

I seguenti giocatori sono passati dalle qualificazioni:
- Nicolas Alvarez
- Ryan Harrison
- Cristian Rodríguez
- Andrea Vavassori

## Punti
| Evento             | V  | F  | SF | QF | 4T   | 3T   | 2T   | 1T | Q    | Q2   | Q1   |
| Singolare maschile | 80 | 48 | 29 | 15 | N.D. | N.D. | 7    | 0  | 4    | 2    | 0    |
| Doppio maschile    | 80 | 48 | 29 | 15 | N.D. | N.D. | N.D. | 0  | N.D. | N.D. | N.D. |

## Montepremi
| Evento             | V       | F       | SF      | QF      | 4T   | 3T   | 2T    | 1T    | Q    | Q2    | Q1    |
| Singolare maschile | € 6 190 | € 3 650 | € 2 160 | € 1 260 | N.D. | N.D. | € 730 | € 450 | € 0  | € 225 | € 115 |
| Doppio maschile    | € 1 335 | € 775   | € 465   | € 275   | N.D. | N.D. | N.D.  | € 155 | N.D. | N.D.  | N.D.  |

## Campioni

### Singolare maschile
Giulio Zeppieri ha sconfitto in finale  Flavio Cobolli con il punteggio di 6-1, 3-6, 6-3.

### Doppio maschile
Marco Bortolotti /  Cristian Rodríguez hanno sconfitto in finale  Gijs Brouwer /  Jell Sels con il punteggio di 6-2, 6-4.